# Smiřický von Smiřice

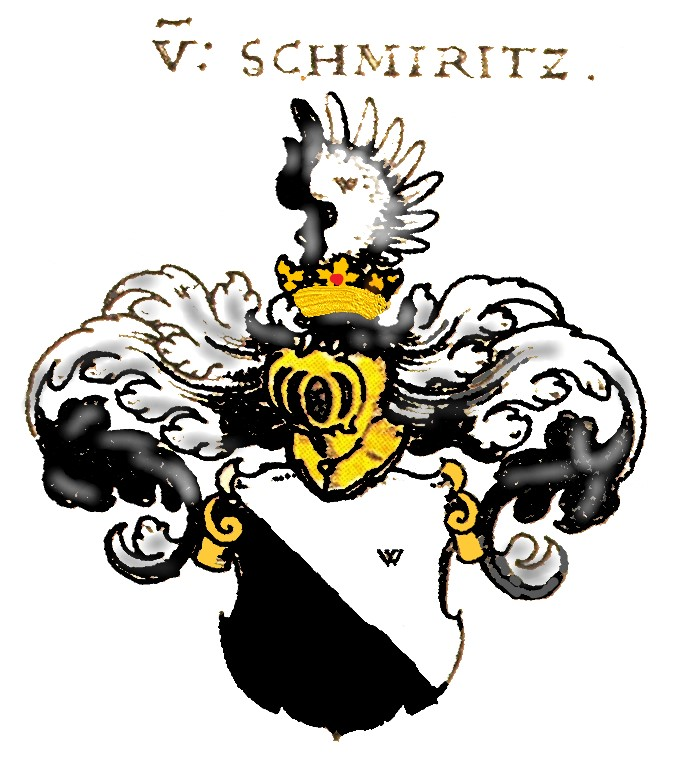
Wappen derer von Schmiritz

Die Smiřický von Smiřice (tschechisch Smiřický ze Smiřic; Plural: Smiřičtí ze Smiřic, auch Smirziczky von Smirzicz; deutsch historisch: von Schmiritz) waren ein böhmisches Uradelsgeschlecht, das sich nach der Veste Smirzicz im Königgrätzer Kreis benannte.

## Stammreihe
Die ununterbrochene Stammreihe beginnt vermutlich mit dem Vladiken Hynek Smirziczky von Smirzicz. Am 10. Oktober 1475 erhielt Heinrich Freiherr Smirziczky von Smrzicz die Bestätigung als Freiherr. Er nahm im Jahr 1501 in der ältesten böhmischen Herrenstandsordnung vom Jahr 1501 den 32. Rang ein. Die Aufnahme in den böhmischen Herrenstand für das Gesamtgeschlecht erreichte Jaroslaw Freiherr Smirziczky von Smirzicz im Jahr 1554. Im Namensträgerstamm erloschen sie mit Heinrich Georg, verstorben am 7. April 1630 auf Schloss Hrubá Skála.

## Wappen
Schräg geteilt von Silber und Schwarz, auf dem gekrönten Helm mit schwarz-silbernen Decken ein rechts schwarzer, links silberner Adlerflug.

## Geschichte
Die Veste Smiřice war von 1406 bis 1449 in ihrem Besitz. Im 15. und 16. Jahrhundert erwarben sie umfangreiche Besitzungen, hauptsächlich in Mittel- und Nordostböhmen. Mitte des 16. Jahrhunderts waren sie in die Hauptlinien Hrubá Skála und Náchod geteilt und zählten zu den damals reichsten Adelsfamilien Böhmens. Ihr Grundeigentum bestand zum großen Teil aus Allodialgütern, die frei vererbt oder verkauft werden konnten, und dem Familienfideikommiss Schwarzkosteletz und Uhříněves, das auf das jeweils älteste Familienmitglied der Reichsfreiherren Smiřický überging. Seit 1554 gehörten zum böhmischen Herrenstand.
Auf ihren Gütern in Erbuntertänigkeit führten sie landwirtschaftliche Verbesserungen ein, durch die sie beachtliche wirtschaftliche Erfolge erzielten. Neben der Feld-, Vieh-, Wald- und Teichwirtschaft wurde auch Salzhandel betrieben. Zu den Grundherrschaften gehörten auch Manufakturen (Ziegeleien, Mühlen, Tuchwalken, Flachsbrechhäuser, Weinbau u. a.) und Brauereien.

## Persönlichkeiten
- Vaclav (Wenzel), der erste Besitzer von Smiřice. Er unterzeichnete 1415 den Protestbrief böhmischer Adeliger an das Konstanzer Konzil.
- Heinrich Frhr. Smirzisky von Smirzicz (d.d. 1475), auf Lissa und Liblitz, 1487 verstorben und verehelicht mit Katharina Freiin von Kolowrat, 1529 verstorben, aus deren Ehe 11 Kinder stammen.
- Jan Smiřický war Hussitenhauptmann und Hauptmann des Bunzlauer Kreises. Er besaß die Güter Raudnitz, Bezděz, Houska und Helfenburk. In seinen letzten Lebensjahren war er ein überzeugter Katholik. Deshalb wurde er 1453 des Verrats angeklagt und zum Tode verurteilt. Dessen Enkel
- Zikmund (Sigmund) Smiřický (1468–1548), Sohn des Jindřich (Heinrich) Smiřický, stand in Diensten des ungarischen Königs Matthias Corvinus. Zwischen 1515 und 1524 erwarb er Skály, Návarov, Hořice, Poličany, Miletín und Škvorec. 1544 kaufte er von Johann von Pernstein die Herrschaft Nachod mit der angeschlossenen Herrschaft Vízmburk. Von seinen acht Söhnen erlebten nur drei das Erwachsenenalter:
  - Jaroslav Smiřický (* 1513; † 18. November 1597), von Kaiser Karl V. zum Ritter geschlagen, Kaiserlicher Mundschenk, dann Landrechtsbeisitzer und Hofmarschall. Er war Erbe der Grundherrschaften Škvorec, Koloděj und Klučov. 1549 vergrößerte er den Familienbesitz um die Grundherrschaften Schwarzkosteletz und Uhřiněves. 1566 wurde er Vormund der noch nicht volljährigen Kinder seines 1566 verstorbenen Bruders Albrecht Smiřický auf Hostin, Miletin und Skowrzecz und dessen Ehefrau Hedwig Freiin von Hasenburg (1553–1592). Jaroslav war verehelicht mit Katharina Freiin von Hasenburg, verstorben 1604, Tochter des Johann Zagicz Frhr. Zajíc von Hasenburgvon Hasenburg auf Budin und Libochowitz, Obersterblandmundschenk im Königreich Böhmen und der Margarethe Prinzessin Herzogtum Münsterberg aus dem Hause Kunstadt und Podiebrad. Er residierte in Schwarzkosteletz, wo er die gotische Burg zu einem Renaissanceschloss umbauen und eine Familiengruft anlegen ließ. Er war kinderlos und gründete 1594 für die Grundherrschaften Schwarzkosteletz und Uhřiněves ein Familienfideikommiss (Landtafelintimation im Band 128, lit. E 2 und 11), wodurch der Grundbesitz im Erbfall in den Besitz das jeweils ältesten Familienmitglieds überging.
  - Albrecht Smiřický (1528–1566), erbte Hostin, Miletín, Skowrzecz, Poličany und Náchod. Er begründete die Nachoder Smiřický-Linie. 1560 verkaufte er Miletín und erwarb von seinem Bruder Jaroslav die Grundherrschaft Škvorec. Er war mit Hedwig von Hasenburg (Hedvika z Házmburku * 1533; † 28. März 1592, wiederverehelicht mit Georg Popel von Lobkowitz), hatte fünf Kinder, von denen nur Václav (Wenzel), verstorben 1593, das Erwachsenenalter erreichte, sich verehelichte und Nachkommen hatte; sowie die drei Töchter Margarethe, Katharina und Anna. Die Tochter Markéta (Margareta 1557–1593) heiratete Wilhelm von Waldstein und wurde die Mutter Wallensteins. Albrecht starb am 8. Dezember 1566 und wurde in der Familiengruft der Nachoder Pfarrkirche St. Laurentius bestattet.
  - Jindřich (Heinrich) Smiřický erbte Skály, Navarov, Semily und Hořice, das er um Trosky, Milovice und Úlibice erweiterte.
- Václav Smiřický (1563–1593) aus der Nachoder Linie war vermutlich der erste der Familie, der im Ausland studieren konnte. Er stand in Diensten des Erzherzogs Karl II. Nach seiner Rückkehr nach Böhmen heiratete er Dorothea von Sternberg. Deren Kinder waren:
  - Albrecht Václav Smiřický (1590–1614) wurde im Alter von 3 Jahren Halbwaise. Zu seinem Vormund wurde sein Onkel Zikmund Smiřický (1558–1608) aus der Skaler Linie bestellt. Dieser ließ ihn an den Universitäten Heidelberg, Genf und Paris studieren. Nach einer großen Auslandsreise (Holland, England, Belgien, Frankreich, Italien, Deutschland) kehrte er 1610 nach Böhmen zurück. Zur Arrondierung seiner Besitzungen erwarb er die Güter Rýzmburk und Třebešov. Nach dem Tod von Jaroslav Smiřický 1611 wurde er das älteste Mitglied der Familie Smiřický, so dass neben den Nachoder Besitzungen auch das Familienfideikommiss auf ihn überging. Er starb schon drei Jahre später.
  - Katharina (Kateřina) war mit Rudolf von Stubenberg auf Neustadt verheiratet.
- Zikmund Smiřický (* 1558; † 27. Mai 1608 in Prag) aus der Skaler Linie war der Bruder von Václav Smiřický und ab 1593 Vormund von dessen Kindern. Nachdem der kinderlose Bruder Albrecht Vladislav Smiřický na Hořicich 1602 gestorben war, gehörte Zikmund als Fideikommissnachfolger zu den reichsten böhmischen Grundherren. Kaiserlicher Mundschenk. Zusammen mit Václav Budovec z Budova studierte er auf der lutherischen Universität Wittenberg. Zikmunds (Siegmund, Sigismund) war mit Hedwig Freiin von Hasenburg († 31. März 1610), Tochter des Georg Zakicz Frhr. von Hasenberg auf Mscheno verehelicht. Sie hatten fünf Kinder: die Töchter Elisabeth Katharina († Jitschin 1. Februar 1625), Margarethe Salomena († im Exil in den Niederlanden) und die drei Söhne:
  - Jaroslav Smiřický (* 1588; † Groß-Skal 16. Februar 1611) besuchte das Gymnasium in Görlitz und studierte anschließend an der Universität Basel, wo er zu den herausragenden Studenten gehörte. Mehrere seiner Schriften haben sich erhalten.[2] Seine Disputation „De consiliariis florilegium politicum“ aus dem Wintersemester 1605/1606 nimmt Bezug auf die Regierung Rudolfs II.[3] Nach dem Weiterstudium an der kalvinistischen Universität Heidelberg unternahm er eine Bildungsreise durch Frankreich, die Niederlande und Deutschland. Auf einer Italienreise im Frühjahr 1608 erreichte ihn die Nachricht vom Tod seines Vaters, dessen Erbe er im Juni des Jahres übernahm. 1610 heiratete er Anna Elisabeth (Alžběta) Zápsky von Zapp auf Schloss Průhonice (in Průhonice bei Prag), Tochter des Siegmund Ritter Zapsky von Zapp (auf Augezdecz) und der Margarethe von Sliwitz (Schliewitz), starb jedoch schon ein Jahr später und Anna Elisabeth ehelichte als Witwe in 2. Ehe den Johann von Donin, Burggraf zu Dohna, auf Groß-Walten in Nordböhmen.
  - Jindřich (Heinrich Georg) Smiřický (1592–1630) wurde aus der Erbfolge und von der Fideikommissnachfolge ausgeschlossen, da er geistesschwach war. Am 7. April 1630 verstarb er als letzter Namensträger der Smirziczky von Smirzicz in Groß-Skal (Hruba Skala).
  - Albrecht Jan Smiřický von Smiřice auch Albert Johann (1594–1618), auf Nachod, Kostelecz und Aurzinieves, böhmischer ständischer Landesdirektor, verlobt mit Amalie Elisabeth von Hanau-Münzenberg (1602–1651), war nach dem Tod von Albrecht Václav Smiřický 1614 das älteste und erbrechtlich einzige männliche Familienmitglied, weshalb alle Smiřický-Besitzungen sowie das Seniorat auf ihn übergingen. Er gehörte zu den bedeutendsten Vertretern der Familie und war Prätendent auf die böhmische Königskrone. Maßgeblich am Zweiten Prager Fenstersturz beteiligt, wurde er posthum 1621 zum Tode verurteilt.

## Niedergang nach der Schlacht am Weißen Berg
Nach Albrecht Jans Tod gingen die Besitzungen auf seine Schwestern Elisabeth (Alžběta) und Margareta (Markéta), verheiratete Slavata von Chlum und Koschumberg, über. Während der Verhandlungen mit der kaiserlichen Kommission um das Erbe hat Elisabeth am 1. Februar 1620 das Jičíner Schloss in die Luft gesprengt und fand selbst den Tod dabei. Zu den etwa 50 Getöteten gehörte auch ihr Schwager Slawata. Infolge dieses Unglücks wurde die nun verwitwete 23-jährige Markéta Alleinerbin.
Wegen der politischen Aktivitäten des verstorbenen Albrecht Jan und weil auch Markéta eine überzeugte Protestantin und Anhängerin des Winterkönigs Friedrich von der Pfalz war, wurde der Besitz der Smiřicky nach der Schlacht am Weißen Berge vom Kaiser Ferdinand II. (HRR) konfisziert. Markéta, die mit dem Winterkönig über Nachod und Breslau ins Ausland geflohen war, verstarb im Exil in den Niederlanden. Vormund des geistesschwachen Jindřich (Heinrich Georg) Smiřický (1592–1630), wurde Albrecht von Waldstein genannt Wallenstein, dessen Mutter eine geborene Smiřický aus der Nachoder Linie war. Nach dem Tod seines Mündels gelangten die meisten Smiřický-Besitzungen in seine Hand. Diese gliederte er seinem Herzogtum Friedland ein.

## Besitzungen
- 1406–1449 Smiřice
- 1432–? Raudnitz, Houska, Bezděz
- 1445–1474 Habstein
- 1446–1548 Lissa an der Elbe
- 1475–1544 Lieblitz
- 1540–1560 Miletín
- 1540–1560 Poličany

zu den in den Jahren 1621 bis 1623 konfiszierten Gütern gehörten:
- seit 1522 Škvorec
- seit 1542 Herrschaft Semil
- seit etwa 1550 Hořitz
- seit 1544 Náchod und die Herrschaft Nachod
- seit 1550 Großskal mit Turnau
- seit 1558 Schwarzkosteletz
- seit 1579 Uhříněves, jetzt Stadtteil von Prag
- seit 1591 Böhmisch Aicha
- seit 1607 Herrschaft Welisch mit Jičín, das Albrecht von Waldstein, genannt Wallenstein nach der Konfiskation zum politischen, wirtschaftlichen und kulturellen Zentrum seines Herzogtum Friedland umgestalten ließ.
- seit 1608 Kumburg
- seit 1614 Dimokur
- seit 1615 Kleinskal
- das Smiřický-Palais auf der Prager Kleinseite (Malostranské náměsti 18)